# Route nationale 63 (Suède)
Pour les articles homonymes, voir Route nationale 63.
La route nationale 63 (en suédois : Riksväg 63) est une route nationale qui relie Karlstad et Ludvika via Filipstad en Suède,.

## Présentation
La route nationale 63 s'étend dans le Comté de Värmland, le comté de Västmanland et le comté de Dalécarlie.
La route bifurque de la route européenne 18 à Karlstad et s'étend vers le nord-est via Molkom et Filipstad.
De Filipstad jusqu'à Persberg, elle partage un tronçon de 19 kilomètres avec la route nationale 26.
La route traverse les vastes forêts du Värmland et les réserves naturelles de Geijersdalsmossen (sv) et de Lungälvsravinerna (sv).
Elle traverse Hällefors et Kopparberg.
De Kopparberg, elle chemine avec la route nationale 50 traversant Grängesberg jusqu'à Ludvika.
La longueur de la route de Karlstad à Ludvika est de 167 kilomètres, dont 10 kilomètres sont partagés avec la route nationale 26.
Le tronçon partagé avec la  route nationale 50 est long de 41 kilomètres.

## Tracé
| Km     | Lieu         | Carte interactive |
| ------ | ------------ | ----------------- |
| 0 km   | Karlstad     |                   |
|        | Vallargärdet |                   |
|        | Molkom       |                   |
|        | Blombacka    |                   |
|        | Filipstad    |                   |
|        | Persberg     |                   |
|        | Hällefors    |                   |
|        | Sikfors (nl) |                   |
|        | Kopparberg   |                   |
| 167 km | Ludvika      |                   |